# Катеринівська сільська рада (Ємільчинський район)
Катеринівська сільська рада — колишня адміністративно-територіальна одиниця та орган місцевого самоврядування у Городницькому і Ємільчинському (Емільчинському) районах Коростенської й Волинської округ, Київської та Житомирської областей Української РСР з адміністративним центром у селі Катеринівка.

## Населені пункти
Сільській раді на час ліквідації були підпорядковані населені пункти:
- с. Катеринівка
- с. Могилівка

## Населення
Кількість населення ради, станом на 1923 рік, становила 1 143 особи, кількість дворів — 186, у 1924 році налічувалося 1 231 особа.
У 1926 році чисельність населення сільської ради становила 1 405 осіб.
Кількість населення ради, станом на 1931 рік, становила 1 019 осіб.

## Історія та адміністративний устрій
Створена 1923 року в складі с. Катеринівка та колоній Кам'яна Гірка і Радичі Сербівської волості Новоград-Волинського повіту Волинської губернії. 7 березня 1923 року увійшла до складу новоствореного Городницького району Житомирської (згодом — Волинська) округи. 26 березня 1925 року до складу ради передано с. Могилівка Варварівської сільської ради Городницького району. 20 січня 1927 року сільську раду затверджено як польську національну; одночасно в кол. Радичі створено окрему Радичівську німецьку національну сільську раду. 22 лютого 1928 року раду включено до складу Емільчинського (згодом — Ємільчинський) району Коростенської округи. Станом на 1 жовтня 1941 року кол. Кам'яна Гірка не перебуває на обліку населених пунктів.
Станом на 1 вересня 1946 року сільська рада входила до складу Ємільчинського району Житомирської області, на обліку в раді перебували села Катеринівка та Могилівка.
Ліквідована 11 серпня 1954 року, відповідно до указу Президії Верховної ради Української РСР «Про укрупнення сільських рад по Житомирській області», територію та населені пункти приєднано до складу Варварівської сільської ради Ємільчинського району Житомирської області.